# Malac a pácban (film, 1973)
A Malac a pácban (eredeti cím: Charlotte's Web) 1973-ban bemutatott amerikai rajzfilm, amely E. B. White azonos című gyermekkönyve alapján készült. Az animációs játékfilm rendezői Charles A. Nichols és Iwao Takamoto, producerei Joseph Barbera és William Hanna. A forgatókönyvet Earl Hamner Jr. írta, a zenéjét Iron Kostol, Richard M. Sherman és Robert B. Sherman szerezte. A mozifilm a Hanna-Barbera gyártásában készült, a Paramount Pictures forgalmazásában jelent meg. Műfaja zenés film.
Amerikában 1973. március 1-jén mutatták be a mozikban, Magyarországon 2004. április 27-én adták ki DVD-n és VHS-en.

## Cselekmény
Kismalacok születnek az Arable farmon. Az egyik, egy csenevész malac sorsáról John Arable úgy dönt, hogy vesznie kell. Azonban amikor lánya, Fern megtudja mi lesz a malac sorsa, szembeszegül apjával és megmenti, mert képtelenség megölni csak azért, mert kisebb mint a többiek. Fern a malacot Wilburnek nevezi. Hat héttel később John közli lányával, hogy el kell adni a malacot, mert a másik 10 testvérét már eladták. Fern szomorúan elbúcsúzik a fiatal malactól, aki végül nagybátyjához Homer Zuckermanhoz kerül. Amikor az új farmon Wilbur játszani akar egy báránnyal, a bárány apja azt mondja neki, hogy a bárányok ne játsszanak malacokkal, mert csak idő kérdése, hogy füstölt szalonna és sonka legyen belőlük. Wilbur sírni kezd, mondván, hogy nem akar meghalni, de egy hang felülről azt mondja neki, hogy "Fel a fejjel". Másnap egy dalt, a "Fel a fejjel"t hallja, majd rájön, hogy a dalt Charlotte, a pók énekelte, majd összebarátkoznak. Charlotte tervet eszel ki Wilbur megmentésére. A hálójára írt szavakkal tudatja a gazdával, hogy Wilbur nem mindennapi malac. Végül Charlotte meghal, bár 514 gyermeke elhagyja a csűrt, de hárman maradnak. Wilbur szereti őket, de ők sosem fogják helyettesíteni Charlotte-ot.

## Szereplők
| Szereplő              | Eredeti hang     | Magyar hang      |
| --------------------- | ---------------- | ---------------- |
| Narrátor              | Rex Allen        | Vass Gábor       |
| Charlotte A. Cavatica | Debbie Reynolds  | Roatis Andrea    |
| Wilbur                | Henry Gibson     | Galbenisz Tomasz |
| Templeton             | Paul Lynde       | Kassai Károly    |
| Jeffrey               | Don Messick      | Csondor Kata     |
| Lurvy                 | Herb Vigran      | Seder Gábor      |
| Homer Zuckerman       | Bob Holt         | Uri István       |
| Fern Arable           | Pamelyn Ferdin   | Csuha Bori       |
| John Arable           | John Stephenson  | Juhász György    |
| Mrs. Arable           | Martha Scott     | Farkas Zita      |
| Avery Arable          | Danny Bonaduce   | Szűcs Balázs     |
| Henry Fussy           | William B. White | Stukovszky Tamás |
| Libamama              | Agnes Moorehead  | Illyés Mari      |
| Juh                   | Dave Madden      | Faragó András    |
| Edith Zuckerman       | Joan Gerber      | Némedi Mari      |
| Mrs. Fussy            | Joan Gerber      | Gruiz Anikó      |

Magyar énekhangok: Berkesi Alex, Hajdu András, Horváth Bea, Pesti Zsuzsa

## Betétdalok
- Chin Up
- I Can Talk!
- A Veritable Smorgasbord
- Zuckerman's Famous Pig
- We've Got Lots In Common
- Mother Earth and Father Time
- There Must Be Something More
- Deep In The Dark/Charlotte's Web